# Żuwakowce
Żuwakowce (Stromateoidei) – podrząd ryb okoniokształtnych.
Zobacz wykaz rodzin zaliczanych do żuwakowców.